# Князь Света
«Князь Света» (англ. Lord of Light; в некоторых русских переводах также «Лорд Света» или «Бог Света») — роман американского писателя-фантаста Роджера Желязны. Написан в 1967 году. Был награждён в 1968 году Премией Хьюго как Лучший Роман, и номинирован на Премию «Небьюла» в той же самой категории. Две главы из романа были изданы как повести в «The Magazine of Fantasy & Science Fiction» в 1967.

## Сюжет
Земля погибла, перед своей гибелью отправив космические корабли с людьми к другим звёздам. Экипаж одного из таких кораблей, «Звезда Индии», прибывает на планету в другой звёздной системе и основывает на ней аванпост, впоследствии преобразованный и названный Небесным Градом. В процессе колонизации люди сталкиваются с исконными обитателями планеты и побеждают их. Во время этой войны члены корабля, названные впоследствии Первыми, приобретают Облики и обзаводятся Атрибутами. Они умеют переносить сознание в новые тела, искусственно выращиваемые и позволившие Первым и последующим поколениям проживать множество жизней.
На планете постепенно возникло кастовое общество, и немногие избранные объявили себя богами, взяв за основу индуистский пантеон. Боги стали препятствовать развитию технологий вне Небесного Града, не желая терять свою власть над планетой. Хотя акселеризм — стремление низших каст развивать технологии — и был объявлен вне закона и преследовался, но не исчез совсем. Нашлись боги, которые предпочли покинуть Небесный Град и бросить вызов их деспотизму.

## Боги, люди и демоны
В мире романа боги являются Первыми — экипажем корабля, прилетевшим на эту планету и таким образом имевшим достаточно большие технические знания своей эпохи — и некоторыми их потомками. С помощью достижений медицины и технологий они смогли обрести бессмертие, перемещаясь из тела в тело, а используя генетическую хирургию и разнообразные наркотики, они развили Аспекты и Атрибуты — сверхчеловеческие способности, передающиеся при переносе разума в новое тело и дающие власть над смертными.
Аспект (Облик) — сверхъестественное состояние, принятие божественности, которое отражает функцию бога.
Атрибут — определенный способ реализации Аспекта или влияния на окружающий мир. Например, Агни мог поджигать предметы взглядом, а Кришна мог воздействовать на людей, управляя ими.
Люди являются потомками пассажиров того самого корабля, которые были родом из Индии и в целом были малограмотны (как и большинство населения Индии во время написания романа). Они не обладают никакими особыми способностями. Они вынуждены поклоняться богам, ведь при каждом сканировании мозга, предшествующем процедуре переноса разума, вскрываются все грехи и проступки против богов, а за подобные вещи человека ожидает перерождение в больное или умирающее тело, что влечёт истинную смерть.
Демоны — представители исконного населения этого Мира, враждующего с прибывшими богами. Демоны представлены различными видами: это Ракшасы, являющиеся чистой энергией и способные принимать любой облик и даже вселяться в людей, Матери Нестерпимого Зноя (Жара) — существа, почти не описанные в тексте романа, за исключением того, что они размножаются яйцами и могут превратить реку в кипящий поток, и некие Ведьмы с Восточного континента, с которыми сражался Владыка Индра. Кроме того упомянуты Якши, Гандхарвы, Морской Народ, демоны Катапутны, Дакшини, Преты, Скандасы и Пизакасы.

## Персонажи
- Сэм, главный герой романа, один из Первых, известный также как Махасаматман, Майтрейя, Калкин, Сиддхартха, Просветлённый, Будда. Один из Первых — тех, кто видел Землю до ее гибели, дружил с капитаном «Звезды Индии» Яном Ольвеггом, сумел сохранить дружеские отношения со многими из богов. Во времена войны с коренным населением планеты он был известен под именем «Связывающий Демонов», так как его Атрибут был управление электричеством и электромагнитными полями и позволял контролировать демонов, являющихся энергетической формой жизни, вызывать молнии и влиять на электротехнические устройства. Уйдя к людям, он прожил среди них много жизней, меняя тела по необходимости. Он осознал, что насаждаемый богами образ жизни не дает развиваться людям духовно и технически. Решив бросить вызов богам, Сэм решает основать буддизм как религию, противостоящую существующему индуизму и предлагающую спасение без поклонения богам. Эти действия и запускают впоследствии цепь событий, описанную в романе.
- Яма почитается как Бог смерти, родившийся в третьем поколении колонистов, с детства имевший тягу к технике, ее совершенствованию и изобретению, гениальный изобретатель. Именно он создал оружие богов и многие технические устройства, включая громовую колесницу. Улучшил машины для реинкарнаций, позволившие получить полную власть над смертными. В дальнейшем стал супругом Богини Кали, но из-за её предательства присоединился к Сэму и помог тому вернуться из нирваны. Яма всегда носит одежду кроваво-красного цвета, его Атрибут — смертоносный взгляд. Яма не был юным и молодым, не познал первой любви.
- Кали — богиня хаоса, разрушения и убийств. Некогда была возлюбленной Сэма, впоследствии стала супругой Ямы. После убийства Брахмы заняла его место, ради чего сменила тело на мужское. В качестве Брахмы получила смертельные ранения в битве, и её разум был неудачно перенесён в новое тело.
- Тарака — предводитель Ракшасов — энергетической аборигенной расы, которого Сэм решил взять в союзники в войне против богов. Тарака был самым старым ракшасом и самым сильным существом на планете до появления людей и Сэма. Вместе с остальными демонами был заточён в Адовом Колодезе. После освобождения Тарака захватил тело Сэма и управлял им несколько месяцев. Пользуясь телом Сэма, Тарака усилил «пламя» Просветлённого по образу ракшасов, благодаря чему Сэм в случае гибели тела мог продолжить существовать в мире как ракшас. Был убит Ямой.
- Так, Пресветлый Копейщик — сын одного из тел Сэма. Сначала был известен как «Так от Архивов». Поддержал Сэма и в наказание каждый раз перерождался в тело обезьяны. После победы Сэма снова стал человеком и вместе с Яном Ольвеггом отправился путешествовать на громовой колеснице.
- Кубера — бог, один из Первых. Известен как «Толстый», так как какое бы тело он не выбирал, оно всегда становилось толстым. Давний друг Сэма. Его Атрибут — сопрягать одушевленное и неодушевленное. Помог Сэму сбежать с Небес, передавал знания смертным. Вместе с богиней Ратри и остался с людьми.
- Ратри — богиня ночи. Её Атрибут — налагать тьму. За помощь в побеге Сэма была приговорена жить смертной и всегда переселяться в некрасивые и немолодые тела. Помогала Сэму и Яме.
- Рилд — священный палач богини Кали, посланный убить Будду, но вместо этого стал его последователем и достиг просветления. Убит Ямой, пытаясь защитить от него Сэма.
- Ниррити Чёрный — настоящее имя Ренфрю, являлся давним врагом Небес. Один из Первых, был капелланом космического корабля «Звезда Индии» и исповедовал христианство. Причиной конфликта между ним и остальными Богами стало то, что Боги решили основной религией сделать индуизм. Ренфрю покинул Небесный Град, создал армию зомби, решил завоевать планету, но был разбит и погиб.
- Ян Ольвегг — один из Первых, был капитаном корабля «Звезда Индии» и близким другом Сэма. Отказался от божественного статуса, покинул Небесный Град и стал морским путешественником.
- Агни — бог огня, способный воспламенять взглядом. Когда Шива был убит, занял его место. Погиб в поединке с Ямой от собственного жезла.
- Брахма — Наряду с Вишну и Шивой является одним из богов Тримурти и считается главным. Наиболее ярый противник акселеризма. Ранее был женщиной по имени Мадлен и не смог подавить свою женственность в мужских телах. Попытался нейтрализовать Сэма, подсунув ему тело с поврежденным мозгом. Найден мертвым после растерзания кошками Канибуррхи тела Сэма.

## Локации
- Небесный Град — аванпост на планете при прибытии «Звезды Индии», впоследствии ставший настоящим городом богов, средоточием их могущества.
- Адов Колодезь — узилище для покорённых демонов-Ракшасов, расположенная в глубине земли под горной цепью Ратнагари, где ракшасы должны были провести вечность.
- Дезират — город, в котором начался Ренессанс. Был уничтожен войском богов ценой значительных усилий и потерь, но акселеризм не был уничтожен.

## Фильм
В 1979 году было объявлено о начале съёмок фильма, для которых выделялся бюджет в 50 миллионов долларов. Предполагалось, что декорации фильма будут оставлены и станут основой для тематического парка развлечений в городе Ороре, штат Колорадо. Знаменитый художник комиксов Джек Кёрби был нанят для работ по сценографии. Но по юридическим причинам проект не был воплощён в жизнь.
В 1980 году сценарий и наработки Кёрби были выкуплены ЦРУ, для прикрытия операции «Арго», также известной как «Канадская хитрость»: эвакуации шести американских дипломатов после захвата исламистами посольства США в Тегеране. Дипломатов успешно вывезли как съёмочную группу фильма, прибывших в Иран для натурных съёмок. Альтернативный план предполагал, наоборот, прибытие вооружённого отряда под видом съёмочной группы этого фильма.

## Переводы
- В. Лапицкий. «Князь света», 1992 год